# Geotermi i Viborg
Geotermi i Viborg var et ambitiøst projekt i Viborg om grøn energi, der startede i 2009 og sluttede i 2012, da projektet viste sig at blive meget dyrere end forventet.

## Baggrund og formål
Danmarks undergrund er særdeles velegnet til geotermi, og det veludbyggede fjernvarmenet kan sikre effektiv distribution af geotermisk varme over det meste af landet. I Viborg ville man gerne være del af den grønne energi. Viborg Fjernvarmes ledelse påbegyndte derfor sammen med Dansk Geotermi et meget ambitiøst geotermiprojekt i Kvols i 2009. Boringerne Kvols 2 og Kvols 3 skulle følge op på den indledende Kvols olieboring 1 fra 1976.
Målet var at etablere det største geotermianlæg i Europa med 8 brønde og forsyning af Viborgs Fjernvarmeforbrugere med grøn, vedvarende energi fra geotermi.

## Samarbejdspartnere
Viborg Fjernvarme var operatør (projektleder) og sammen med flere lokale aktører – blandt andet boligselskaber, fjernvarmeværker og det kommunalt ejede Energi Kraftvarme A/S - rettighedshaver i geotermiprojektet i henhold til Undergrundsloven.
Det var dermed første gang i Danmark, at et fjernvarmeselskab i fællesskab med lokale parter var operatør og rettighedshaver på et større projekt under Undergrundsloven. De manglende erfaringer kan være medvirkende årsag til en del af den uro og de udfordringer, som senere viste sig i projektet.

## Budget
Budgettet for boringerne var 12 millioner kroner til at starte med, men blev revideret flere gange undervejs og var, da boringerne blev sat i gang, på ca. 50 millioner kroner. I løbet af marts 2012 havde Viborg Fjernvarme dog ikke længere likviditet til at fortsætte - og banken stoppede for yderligere finansiering af projektet.

## Projektet lukkes
Viborg Kommune, der (indirekte) er del af den solidariske hæftelse via ejerskab af Energi Viborg Kraftvarme A/S, gav en kommunegaranti til projektet, der var betinget af, at projektet blev overdraget til Energi Viborg Kraftvarme A/S.
På trods af Energi Viborg Kraftvarmes solidariske hæftelse, valgte Viborg Fjernvarme alligevel at overdrage projektet til Energi Viborg Kraftvarme A/S i marts 2012.
I perioden fra marts 2012 og frem til den 20. juni 2012 opstod der udfordringer i projektet bl.a. på grund af vanskelige geologiske forhold. I den forbindelse var der megen kritisk presse omkring projektet - og i kølvandet heraf opstod voldsom kommunalpolitisk uro i byrådet.
Viborg Byråd besluttede den 20. Juni 2012 en intelligent midlertidig lukning af geotermiprojektet, da der ikke længere var politisk opbakning til at fortsætte.
Da projektet blev lukket den 20. juni 2012, var licensen og operatørskabet formelt endnu ikke overdraget til Energi Viborg Kraftvarme A/S, der dog i praksis havde fungeret som projektleder af Kvols boringerne siden den 28. Marts 2012.
Licensen blev den 22. juni 2012 – efter projektets lukning - overdraget med tilbagevirkende kraft, efter godkendelse af Energistyrelsen, samt Energi Viborg Kraftvarme A/S overtog forpligtigelserne.
Den samlede regning for geotermiprojektet blev 162 mio. kr.
Energitilsynet besluttede i 2014, at 140 mio. kr af regningen for det lukkede geotermiprojekt for størstedelens vedkommende skal betales af fjernvarmebrugerne i Viborg ved indregning i varmeprisen med 850 kr/år. Kritiske fjernvarmebrugere har dannet en forening, som kæmper for at få ændret beslutningen.
Energi Viborg Kraftvarme A/S undersøger i 2014, om det er muligt at fremsætte et erstatningskrav mod de involverede i projektet. Hvis det lykkedes, vil det være første gang i Danmark, at der rettes krav mod deltagere i en boreoperation, hvor det er sagsøger selv, der er operatør (projektleder) og rettighedshaver.

## Drejebog
Klima-, Energi- og Bygningsministeren besluttede i efteråret 2012, at der skulle udarbejdes en drejebog for geotermiprojekter til gavn for udviklingen af geotermi i Danmark. Drejebogen blev i 2013 produceret af de firmaer, der var del af boringerne i Kvols.

## Fremtidige muligheder
Flere kommuner har vist interesse for at iværksætte geotermiprojekter, men der er endnu ikke igangsat boringer. Efter Kvols boringerne i Viborg, blev udviklingen af den grønne geotermiske varme, der fungerer som supplement til vind- og solenergi, derfor betragtet som sat på standby i Danmark i årevis.
Forskellige kræfter arbejder på at etablere et geotermisk operatørselskab, hvor kompetencer og erfaringer samles og risiko spredes over flere projekter.
I 2022 indgik Aarhus en aftale med A.P. Møller - Mærsk om 110 MW geotermisk varme.